# Griphopithecidae
Griphopithecidae es una familia extinta propuesta, perteneciente a la superfamilia Hominoidea, y abarcaría a los géneros Griphopithecus y Kenyapithecus. La filiación taxonómica de este taxón y sus posibles subfamilias o tribus es un tema que todavía no ha alcanzado un consenso científico universal, y que han sido también incluidos en los afropitécidos.